# Нижняя Липовка (река)
Нижняя Липовка, в верхнем течении Верхняя Липовка, — река в России, протекает по Выборгскому району Ленинградской области. Впадает в озеро Большое Градуевское.
Высота истока — 16,4 м над уровнем моря. Высота устья — 9,5 м над уровнем моря.

## География
Вытекает из озера Липовское как Верхняя Липовка. Течёт в южном направлении. На реке расположено озеро Восход. Ниже озера течёт как Нижняя Липовка и впадает в озеро Большое Градуевское. Из Большого Градуевского берёт начало река Талинйоки, впадающая в реку Перовку. Перовка впадает в озеро Краснохолмское, из которого берёт начало река Суоккаанвирта, впадающая в Новинский залив, являющийся частью системы Сайменского канала, выходящего в Финский залив. Длина реки составляет 10 км.

## Данные водного реестра
По данным государственного водного реестра России относится к Балтийскому бассейновому округу, водохозяйственный участок реки — Реки и озера бассейна Финского залива от границы РФ с Финляндией до северной границы бассейна р. Нева, речной подбассейн реки — Нева и реки бассейна Ладожского озера (без подбассейна Свирь и Волхов, российская часть бассейнов). Относится к речному бассейну реки Нева (включая бассейны рек Онежского и Ладожского озера).
Код объекта в государственном водном реестре — 01040300512102000008171.